# Fanny Arendt
Fanny Arendt (* 5. Juni 2002 in Esch an der Alzette) ist eine luxemburgische Leichtathletin, die im Sprint und im Mittelstreckenlauf an den Start geht. Aktuell ist sie Inhaberin des Landesrekordes im 400-Meter-Lauf.

## Sportliche Laufbahn
Erste Erfahrungen bei einer internationalen Meisterschaft sammelte Fanny Arendt im Jahr 2018, als sie bei den U18-Europameisterschaften in Győr mit 2:09,87 min im Halbfinale im 800-Meter-Lauf ausschied. Anschließend nahm sie an den Olympischen Jugendspielen in Buenos Aires teil und gelangte dort auf Rang 13. Im Jahr darauf gewann sie bei den Spielen der kleinen Staaten von Europa (GSSE) in Bar in 56,90 s die Bronzemedaille im 400-Meter-Lauf hinter der Isländerin Þórdís Eva Steinsdóttir und Jessica Ratti aus Monaco und gewann mit der luxemburgischen 4-mal-400-Meter-Staffel in 3:51,34 min die Silbermedaille hinter dem isländischen Team. Anschließend schied sie beim Europäischen Olympischen Jugendfestival (EYOF) in Baku mit 2:20,31 min in der Vorrunde über 800 Meter aus und daraufhin kam sie bei der 2. Liga der Team-Europameisterschaft in Varaždin zum Einsatz. 2021 vertrat sie ihr Land bei der 3. Liga der Team-Europameisterschaft in Limassol und im selben Jahr begann sie ein Studium an der Texas Tech University in den Vereinigten Staaten. 2023 wurde sie bei der 2. Liga der Team-Europameisterschaft im Rahmen der Europaspiele in Chorzów in 56,39 s Fünfte im B-Lauf über 400 Meter und gelangte mit der Mixed-Staffel über 4-mal 400 Meter mit 3:29,34 min auf Rang sechs im B-Lauf. 2025 wurde sie bei der 3. Liga der Team-Europameisterschaft in Maribor in 53,49 s Erste über 400 Meter und siegte auch mit der Mixed-Staffel in 3:25,57 min. Anschließend belegte sie bei den World University Games in Bochum in 2:01,94 min den vierten Platz über 800 Meter.
In den Jahren 2017 und 2019 sowie 2024 und 2025 wurde Arendt luxemburgische Meisterin im 400-Meter-Lauf sowie 2020 und 2025 über 800 Meter. Zudem wurde sie 2019 und 2020 Hallenmeisterin über 400 Meter.

## Persönliche Bestleistungen
- 400 Meter: 52,84 s, 1. Mai 2025 in Lubbock (luxemburgischer Rekord)
  - 400 Meter (Halle): 54,00 s, 17. Januar 2025 in Lubbock (luxemburgischer Rekord)
- 600 Meter: 1:25,99 min, 19. Juli 2025 in Diekirch (nationale Bestleistung)
- 800 Meter: 2:00,91 min, 17. Mai 2025 in Lawrence
  - 800 Meter (Halle): 2:02,34 min, 1. März 2025 in Lubbock